# Hypophthalmus marginatus
Hypophthalmus marginatus är en fiskart som beskrevs av Valenciennes, 1840. Hypophthalmus marginatus ingår i släktet Hypophthalmus och familjen Pimelodidae. Inga underarter finns listade i Catalogue of Life.